# زمین‌لرزه ۱۹۸۳ فیلیپین
زمین‌لرزه فیلیپین  در تاریخ ۱۷ اوت ۱۹۸۳ میلادی، برابر با ‎۲۶ مرداد ۱۳۶۲، ساعت ۱۲:۱۷:۵۶ به زمان یوتی‌سی در فیلیپین رخ داد. ژرفای این زلزله ۲۸٫۷ کیلومتر بود، و بزرگی آن ۶٫۶ در مقیاس Mw اعلام شده‌است. زمین‌لرزه به وقت محلی در روز چهارشنبه، ساعت ۲۰ روی داده و منطقه زمانی آن یوتی‌سی +۸ بوده‌است .
سازمان زمین‌شناسی آمریکا نیز رومرکز این زمین‌لرزه را در مختصات ۱۸°۱۳′۵۲″شمالی ۱۲۰°۵۱′۳۶″شرقی / ۱۸٫۲۳۱°شمالی ۱۲۰٫۸۶°شرقی و ژرفای آن را در ۲۸ کیلومتر گزارش کرده‌است. بزرگی برگزیدهٔ این سازمان از میان بزرگی‌های محاسبه‌شدهٔ مختلف ۶٫۵ در مقیاس Ms بوده و از دید اثر، در میان چهار دسته‌بندی «نامحسوس»، «محسوس»، «زیان‌آور» یا «با تلفات»، زلزله را «با تلفات» اعلام کرده‌است.رانش زمین در آن به وجود آمده‌است.روانگرایی در این زمین‌لرزه ایجاد شده‌است.
پروژهٔ «تنسور گشتاور مرکزوار» زاویه‌های (راستا، شیب، ریک) گسل سازندهٔ زمین‌لرزه و صفحه عمود بر آن را (°۱۴۹، °۳۵، °۱۴۶-) یا (°۳۰، °۷۱، °۶۰-) و نوع گسل را «عادی» فرارسانده‌است.
شمار کشتگان زلزله حدود ۱۶ نفر بوده‌است.تعداد زخمیان ۱۰۰ نفر برآورده شده‌است.